# Трата (Шкофја Лока)
Трата (словен. Trata) је насељено место у општини Шкофја Лока, Горењска регија, Словенија.

## Историја
До територијалне реорганизације у Словенији била је у саставу старе општине Шкофја Лока.

## Становништво
У попису становништва из 2011. године, Трата је имала 206 становника.
| Број становника према пописима | Број становника према пописима | Број становника према пописима |
| ------------------------------ | ------------------------------ | ------------------------------ |
| 1991                           | 2002                           | 2011                           |
| 160                            | 163                            | 206                            |

Напомена: Године 1970. увећан за део насеља Стари двор који је укинут. Године 1984. и 1985. године умањено за делове насеља који су припојени насељу Шкофја Лока. Године 2012. години увећано за део насеља Годешич.